# Efthimios Karamitsos
Efthimios Karamitsos (griechisch Ευθύμιος Καραμήτσος Efthymios Karamitsos; * 1. August 1956 in Sykea, Griechenland) ist ein deutsch-griechischer Karatetrainer (8. Dan) und Autor mehrerer Sportbücher.

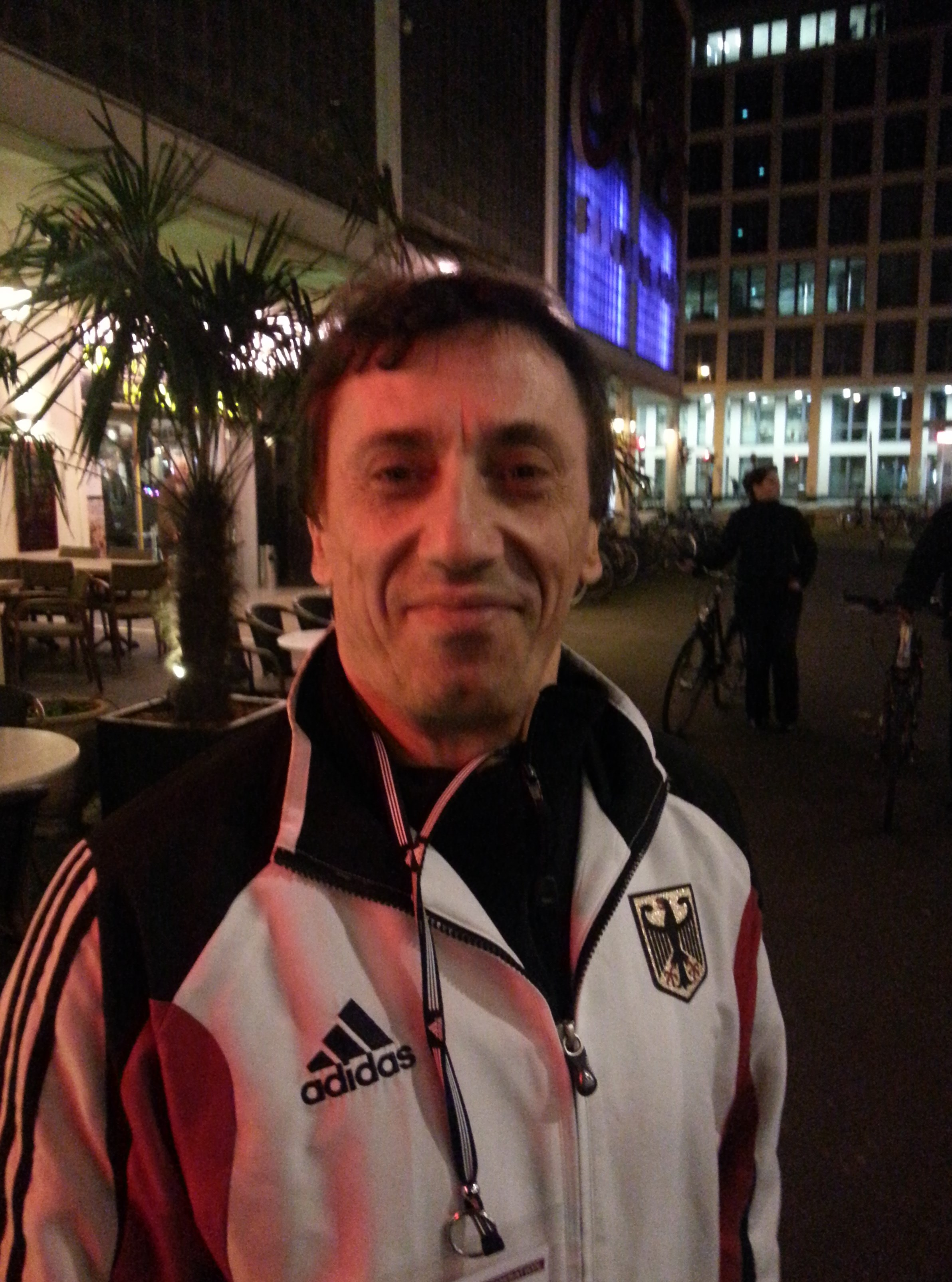
Efthimios Karamitsos (2014)

## Leben
1975 fing er mit einem Medizinstudium in Italien an, zeitgleich trainierte er bei Perlati und Shirai Hiroshi Karate. In Deutschland studierte er Sportwissenschaft in Frankfurt am Main und trainierte unter Yasukasu Murai und Hideo Ochi Karate weiter. Sein Interesse an Wettkämpfen war sehr stark und brachte ihm sehr viele Erfolge ein. Die größten Titel wurden in der Domäne Kata errungen. Nach abgeschlossenem Studium und erfolgreicher Wettkampfkarriere unterrichtet er in seinem Dōjō und gibt regelmäßige internationale Lehrgänge. Seit 1992 ist er Bundestrainer für den Bereich Kata.

## Erfolge und Auszeichnungen
- sechsfacher Deutscher Meister
- sechsfacher Europameister
- zwei dritte Plätze bei Weltmeisterschaften
- Träger des Silbernen Lorbeerblatts (am 20. Januar 1988 verliehen durch Bundespräsident Richard von Weizsäcker)[1]

## Werke
- Axel Binhack und Efthimios Karamitsos: Karate-Do. Philosophie in der Bewegung. Geistige Inhalte des Karate-Do und deren Anwendung, Selbstverlag, Wiesbaden 1992. (DNB 930763955)
- Efthimios Karamitsos, Bogdan Pejcic: Karate Grundlagen. Falken Verlag, Niedernhausen im Taunus 2000, ISBN 3-8068-1863-0.
- VHS Karate-Grundlagen von Efthimios Karamitsos
- 26 Shotokan-Karate-Katas, DKV Karamitsos (DVD) von Efthimios Karamitsos